# Vilho Tuulos
Vilho Tuulos (Tampere, 26 de março de 1895 – Tampere, 2 de setembro de 1967) foi um saltador e campeão olímpico finlandês.
Atleta do clube esportivo Tampereen Pyrintö, conquistou a medalha de ouro olímpica no salto triplo dos Jogos de Antuérpia 1920, com um salto de 14,50 m ainda na fase eliminatória, contado para o resultado final. Em Paris 1924 e Amsterdã 1928 ele foi medalha de bronze na mesma prova em ambos eventos. Também atleta do salto em distância, competiu nesta prova nestes últimos dois Jogos, ficando em quarto lugar em Paris.
Tuulos foi recordista europeu do salto triplo por duas vezes, em 1919 e 1923, e este último, de 15,49 m, perdurou por 16 anos. No salto em distância, seu recorde pessoal foi de 7,31 metros.
Morreu na mesma cidade onde nasceu, aos 72 anos de idade.